# Przyłęk (Basses-Carpates)
Pour les articles homonymes, voir Przyłęk.
Przyłęk est une localité polonaise de la gmina de Niwiska, située dans le powiat de Kolbuszowa en voïvodie des Basses-Carpates.